# Protobúlgaros

Soldados protobúlgaros, do Menológio de Basílio II, século X

Os protobúlgaros (também bolgars ou búlgaros) foram provavelmente um povo turco seminômade, originários da Ásia Central, que do século II em diante residiram nas estepes do norte do Cáucaso e às margens do rio Volga (então chamado Itil). Alguns são ancestrais dos búlgaros modernos e causaram o surgimento do estado búlgaro. A etimologia turca na maioria das vezes indica que seu nome é bulgha que significa zibelina, uma espécie de mamífero carnívoro da família dos mustelídeos, e é de origem totemística.

## Etnicidade e língua

### Características físicas
Dados antropológicos recolhidos de antigas necrópoles protobúlgaras na Bulgária, Crimeia e estepe ucraniana mostram que os protobúlgaros eram um povo caucasoide de alta estatura com uma pequena mistura mongoloide e que praticavam a deformação craniana artificial do tipo arredondado. Os mesmos tipo antropológico e ritos funerários são comuns na Ásia Central, onde a prática de deformação artificial do crânio também era comum (na região que os antigos gregos chamavam Báctria e os habitantes locais chamam de Bucara. De acordo com o historiador do começo da Idade Média armênio Ananias de Siracena, assim como Agátias de Mirina, Teofilato Simocata e Miguel, o Sírio, a região em particular do monte Imeão, englobando a alta bacia hidrográfica do rio Oxo (Amu Dária), foi a terra de origem dos protobúlgaros.

### Origens étnicas
Há atualmente duas principais teorias acadêmicas sobre a origem étnica dos protobúlgaros e ambas são vigorosamente debatidas. A fonte principal da discórdia é a classificação da língua protobúlgara.

#### Teoria turca
A atualmente teoria mais amplamente aceita é que a agora extinta língua protobúlgara pertence a um ramo distante das línguas túrquicas, de um modo geral classificado como turco búlgaro, cuja única representante viva é a língua tchuvache. Então, é a opinião predominante a de que os protobúlgaros eram um povo turco. Esta opinião é apoiada, entre outras coisas, pelos fatos de que algumas palavras protobúlgaras contidas nas poucas inscrições em pedra sobreviventes, e em outros documentos (principalmente termos militares e hierárquicos como tarcano (tarkhan), bagatur (baghatur) e provavelmente cã e kanartikin ["príncipe"]) parecem ser de origem turca, e que os protobúlgaros aparentemente usavam um calendário cíclico de 12 anos similar ao adotado pelos povos turcos e mongólicos a partir do calendário chinês, com nomes e números que que foram decifrados como turcos, e que o deus supremo dos protobúlgaros era aparentemente chamado Tangra, uma deidade amplamente conhecida entre os povos turcos sob os nomes de Tengri ou Tura, etc. Alguns também apontam a presença de um pequeno número de palavras turcas emprestadas no protobúlgaro, e o fato de que os protobúlgaros usarem um alfabeto similar à escrita orkhon turca, embora este alfabeto não tenha sido satisfatoriamente decifrado ainda: felizmente, as inscrições protobúlgaras estão às vezes escritas em caracteres gregos ou cirílicos, mais habitualmente gregos, permitindo assim aos estudiosos identificar alguns textos protobúlgaros.
Supostamente, o nome bulgar é derivado do verbo turco bulģa, "misturar, agitar, mesclar" e de seu derivado bulgak, "revolta, desordem".
Uma evidência posterior culturalmente ligando o estado protobúlgaro balcânico às tradições da estepe turcas foi o plano da nova capital dos protobúlgaros, Plisca, fundada logo ao norte da cordilheira dos Bálcãs pouco depois de 681. A grande área cercada por defesas, com as residências dos governantes e variadas estruturas públicas concentradas no centro, lembrava mais um acampamento de inverno de estepe transformado num assentamento permanente que uma típica cidade romana balcânica.

#### Teoria iraniana

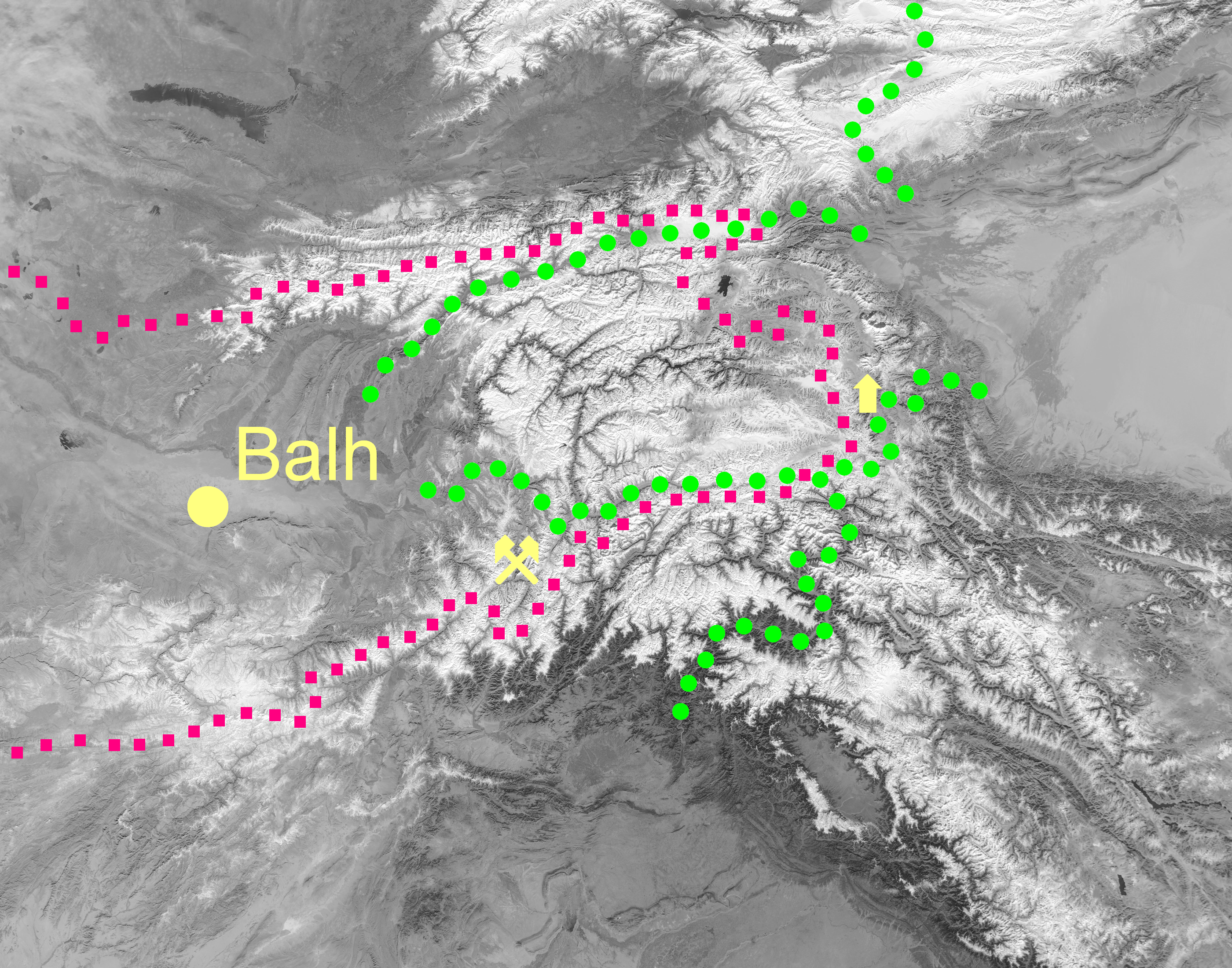
A antiga terra natal dos protobúlgaros no Indocuche e Pamir, de acordo com o mapa da Ásia Central do atlas geográfico armênio ‘Ashharatsuyts’ (século V-VII), reconstruído pelo acadêmico Suren Eremyan

Uma nova teoria, a teoria iraniana, afirma que a língua protobúlgara era originalmente uma língua iraniana, e então, de acordo com esta teoria, o povo protobúlgaro seria classificado como um povo iraniano, embora alguns de seus proponentes concordem que a língua foi depois influenciada pelo túrquico devido à dominação militar huna. Esta ideia se tornou popular na Bulgária na década de 1990, com os trabalhos de Petar Dobrev, um especialista em história econômica. Os defensores desta teoria são em sua maioria historiadores búlgaros como Georgi Bakalov e Bozhidar Dimitrov. A teoria é defendida principalmente por argumentos lingüísticos, conforme os autores (que geralmente não são lingüistas) tentam provar a origem iraniana de várias palavras e às vezes até de características gramaticais no protobúlgaro e no búlgaro moderno.

#### Outras teorias
No século XIX, teorias de uma ligação eslava ou fino-úgrica foram propostas com base em pouca ou nenhuma evidência. Hoje, estas teorias praticamente não têm seguidores entre os acadêmicos. Outro ponto de vista minoritário afirma que os protobúlgaros, são parentes distantes dos chuvaches, pertencendo ao mesmo ramo de todas as outras línguas túrquicas sobreviventes, mais especificamente ao ramo cazã tártaro. O acadêmico búlgaro Ivan Shishmanov especulou em 1900 que este era o caso, e o mesmo ponto de vista também é sustentado pelo lingüista kazan tártaro protobulgarista moderno Mirfatyh Zakiev.
Fontes contemporâneas como Procópio de Cesareia, Agátias e Menandro chamaram os protobúlgaros cutrigures e utigures de "hunos", enquanto outros, como o patriarca bizantino Miguel de Antioquia, chamava-os de "citas" ou "sármatas". Mas esta segunda identificação é nitidamente devida à tradição bizantina de nomear os povos geograficamente; por exemplo, séculos depois os claramente turcos pechenegues e cumanos, ainda eram citados como "sármatas" ou "citas".
O "Cäğfär Taríxı" é um documento da língua russa de autenticidade contestada, que se acredita ser uma compilação de 1680 de antigos anais protobúlgaros. Foi publicado por um editor protobulgarista tártaro do Volga em 1993. O Cäğfär Taríxı contém uma descrição muito detalhada da história protobúlgara e, entre outras coisas, indica que eles teriam sido formados como o resultado da consolidação de várias tribos túrquicas e turquificadas.

## Cultura e sociedade
Achados arqueológicos da estepe ucraniana sugere que os protobúlgaros mais antigos tinam a cultura típica dos cavaleiros nômades da Ásia Central. Eles eram inicialmente pecuaristas nômades que migravam sazonalmente em busca de pastos, mas que também cultivavam trigo e cevada. Os protobúlgaros eram ferreiros, carpinteiros e pedreiros hábeis. Do século VII em diante, eles começaram rapidamente a se estabelecer.

### Estrutura social
Os protobúlgaros tinham um bem desenvolvido sistema de clãs e eram governados por governantes hereditários. Os membros da aristocracia guerreira usavam o título boila ("boiardo"), que poderia ser herdado ou adquirido. Havia também os bagains - comandantes militares inferiores. A nobreza era dividida em pequenos e grandes boiardos. Os últimos formavam o "Conselho dos Grandes Boiardos" que se reuniam para tomar decisões sobre questões importantes de estado presididos por um cã (khan - "rei"). Os membros deste conselho varavam entre seis e doze, entre eles provavelmente o izurgu-bulia e o caucano (vice-cã), as duas pessoas mais poderosas depois do cã. Estes títulos eram administrativos e não-hereditários.[carece de fontes?] Os boiardos também poderiam ser internos e externos, provavelmente diferenciados pelo seu local de residência - dentro ou fora da capital. O herdeiro do trono era chamado kanartikin. Outros títulos não-reais usados pelos nobres protobúlgaros incluem boila tarcano (possivelmente o segundo filho do cã), cana boila colobur (kana boila kolobur, sacerdote principal), boritarcano (prefeito).
O título cã para os primeiros governantes protobúlgaros é presumido, com apenas a forma canasubigi atestada em inscrições em pedras. Os historiadores supõem que ele inclui a palavra cã na sua forma arcaica cana e há uma evidência que reforça esta tese: este último título foi realmente usado na Bulgária, por exemplo, o nome de um dos governantes búlgaros chamado Pagão ocorre no chamado "Breviário" de patriarca Nicéforo como Campagano (Καμπαγάνος, Kampaganos), provavelmente uma tradução errônea da frase "Cã Pagão". Entre as traduções propostas para a frase canasubigi de modo geral estão senhor do exército, da frase túrquica reconstruída *sü begi, comparável à frase túrquica antiga atestada sü baši e, mais recentemente, (governante) de Deus, do indo-europeu *su- baga-, ou seja, *su-baga (uma equivalente da frase grega ὁ ἐκ Θεοῦ ἄρχων, ho ek Theou archon, que é comum nas inscrições protobúlgaras). Esta forma de títulos presumivelmente persistiu até os protobúlgaros adotarem o Cristianismo. Algumas inscrições protobúlgaras escritas em grego e depois em eslavo eclesiástico referem-se ao governante búlgaro respectivamente com o título grego arconte ou com o título eslavo cnezo (príncipe).

### Religião
A religião dos protobúlgaros também é obscura, mas se supõe que era monoteísta, prestando culto ao deus do céu turco, Tengri. No entanto, a evidência arqueológica mostra que os santuários protobúlgaros lembram o padrão dos templos zoroastrianos do fogo. Então, a religião pode ter abrangido elementos dos cultos túrquicos e iranianos. Em Plisca, a primeira capital da Bulgária do Danúbio, há uma construção deste tipo. Uma segunda construção, muito maior, está orientada na direção do nascer do sol, foi escavada próximo ao palácio do trono em Plisca. Sua utilização religiosa é confirmada pelo fato de que depois da adoção do Cristianismo o prédio foi transformado numa igreja cristã (conhecida como igreja do Palácio). Construções similares são encontradas em Preslava. De traçado similar é o santuário pagão complexo religioso protobúlgaro de Madara, próximo a Daul Tash.

## História

### Migração para a Europa
No começo do século II, alguns grupos de protobúlgaros migraram da Ásia Central para a Europa e se fixaram nas planícies entre o mar Cáspio e o mar Negro. Os protobúlgaros aparecem (sob o etnônimo de Bulênsios) em certas versões latinas de uma mapa do século II de Ptolomeu, mostrando-os como ocupantes do território ao longo da costa noroeste do mar Negro a leste do rio Axiaco (Bug Sul).
Entre 351 e 389, alguns desses cruzaram o Cáucaso e se fixaram na Armênia. Dados toponímicos atestam o fato de que esses protobúlgaros permaneceram na Armênia e foram finalmente assimilados pelos armênios.
Varridos pela onda dos hunos no começo do século IV, várias outras tribos protobúlgaras fugiram de seus assentamentos na Ásia Central e migraram paras as terras férteis dos vales dos rios Donets e Don e para o litoral do mar de Azov, assimilando o que foi deixado pelos sármatas. Alguns desses permaneceram por séculos nesses locais, enquanto outros seguiram adiante com os hunos em direção à Europa Central, fixando-se finalmente na Panônia.
Os protobúlgaros fizeram parte das incursões hunas na Europa Central e Ocidental entre 377 e 453. Após a derrota dos hunos na Batalha dos Campos Cataláunicos em 20 de setembro de 451, e a subsequente desintegração do império huno, os protobúlgaros se dispersaram principalmente no leste e sudeste da Europa.
No final do século V (provavelmente nos anos 480, 486 e 488), eles lutaram contra os ostrogodos como aliados do imperador bizantino Zenão. A partir de 493 os protobúlgaros iniciaram ataques frequentes aos territórios ocidentais do Império Bizantino, onde eram responsáveis por incursões consecutivas no final do século V e início do VI.
Na metade do século VI, duas principais tribos (cutrigures e utigures) iniciaram uma guerra civil. No final do século VI os utigures foram conquistados pelos ávaros, enquanto os cutrigures se aliaram a eles. Os protobúlgaros foram incluídos sob domínio do Canato Turco em 568.

### Fundação da Grande Bulgária
Unidos sob Cubrato do clã Dulo, os protobúlgaros juntaram forças com os ávaros onogures e se libertaram do Canato Turco na década de 630. Formaram um estado independente, frequentemente chamado de Antiga Grande Bulgária, entre o baixo curso do Danúbio a oeste, o mar Negro e o mar de Azov ao sul, o rio Kuban a leste e o rio Donets ao norte. A capital do estado ficava em Fanagória, no litoral do mar de Azov.

### Migrações subsequentes
A morte do cã Cubrato por volta de 665 consequentemente levou à dissolução da Antiga Grande Bulgária. Beano, filho primogênito de Cubrato, tornou-se o governante das terras ao norte do mar Negro e do mar de Azov, que foi, logo em seguida subjugado pelos cazares. Os protobúlgaros se converteram ao judaísmo no século IX, junto com os cazares, e foram finalmente assimilados. Uma teoria diferente afirma que os balkars da região russa de Kabardino-Balkaria sejam talvez descendentes desse ramo tribal protobúlgaro.
Outra tribo protobúlgara, liderada por Cotrago, migrou para a confluência dos rios Volga e Kama no que hoje é parte da Rússia. A atual República do Tartaristão é considerada como descendente da Bulgária Volgaica em termos territoriais e de população, e de qualquer forma, a língua é muito próxima da língua protobúlgara, o tchuvashe.
Uma terceira tribo protobúlgara, liderada pelo cã Asparuque, deslocou-se na direção ocidental, ocupando a região sul da atual Bessarábia. Após uma bem sucedida guerra contra o Império Bizantino em 680, o canato de Asparuque conquistou a Mésia Secunda e a Cítia Menor (a futura região de Dobruja) e foi reconhecido como um estado independente no tratado subsequente assinado com o Império Bizantino em 681. O mesmo ano é considerado como o ano do estabelecimento da Bulgária.
Um quarto grupo de protobúlgaros, sob o comando de Cuber, se fixou na Macedônia ocidental e Albânia oriental formando um canato, que lançou ataques conjuntos com os eslavos contra o Império Bizantino. O quinto e menor grupo, liderado por Alzeco se fixou na península itálica ao norte de Nápoles.

## Tribos protobúlgaras
As tribos que se acredita ser de origem protobúlgara incluem:
- Utigures
- Cutrigures (cotragos)
- Onogures
- Horda de Cuber
- Horda de Cotrago
- Horda de Alzeco
- Federação Unok-vndur

## Galeria

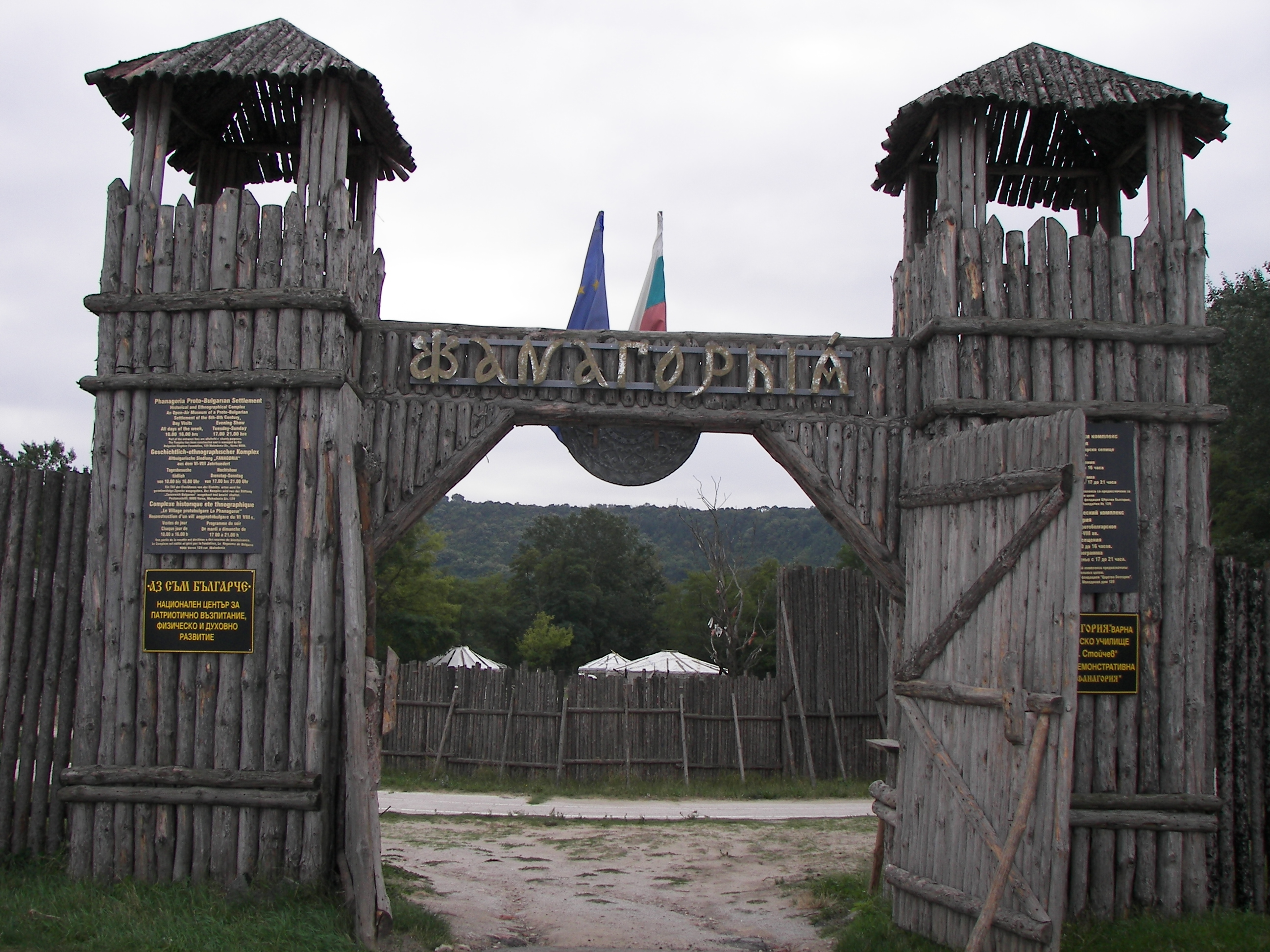
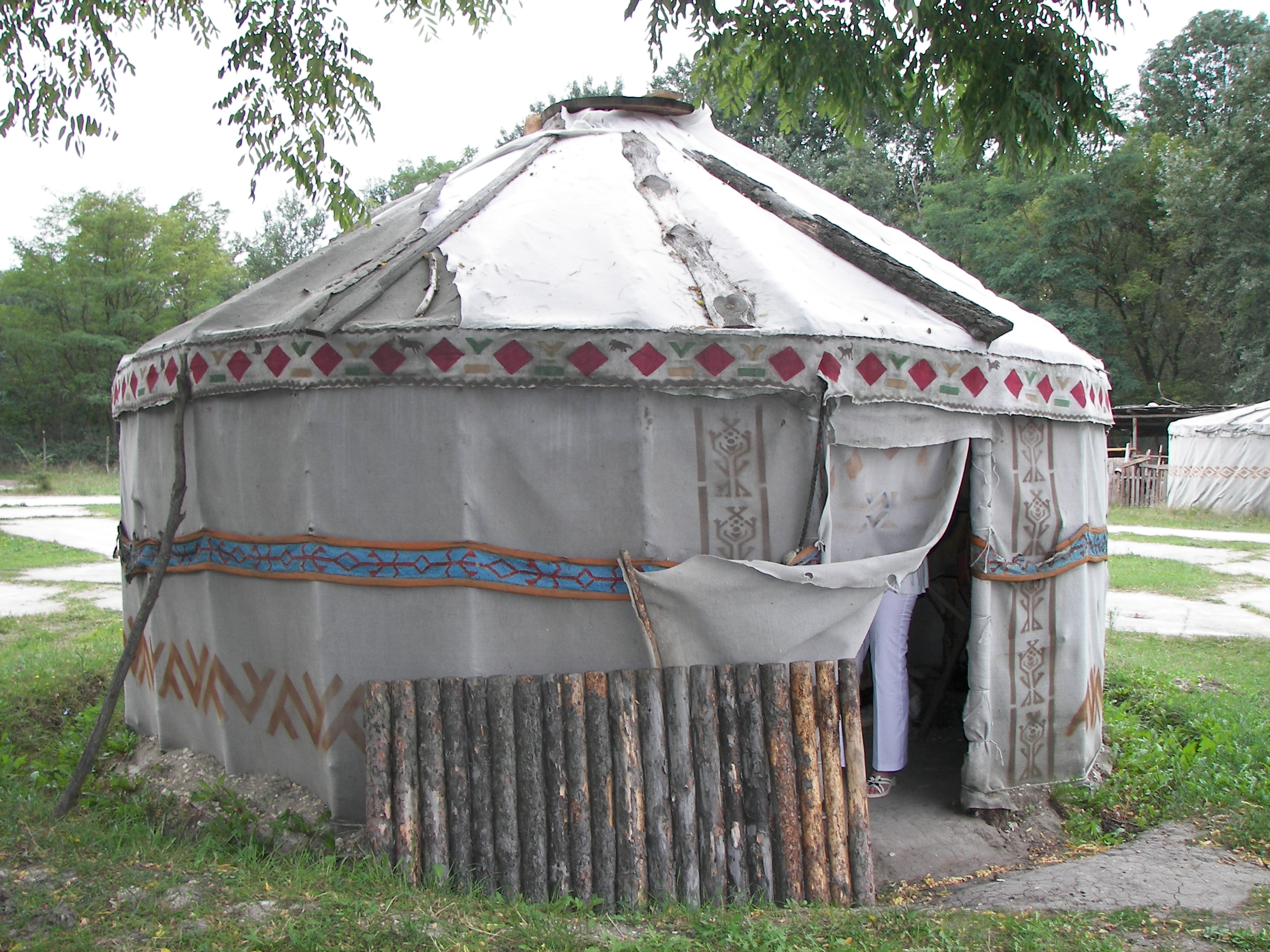
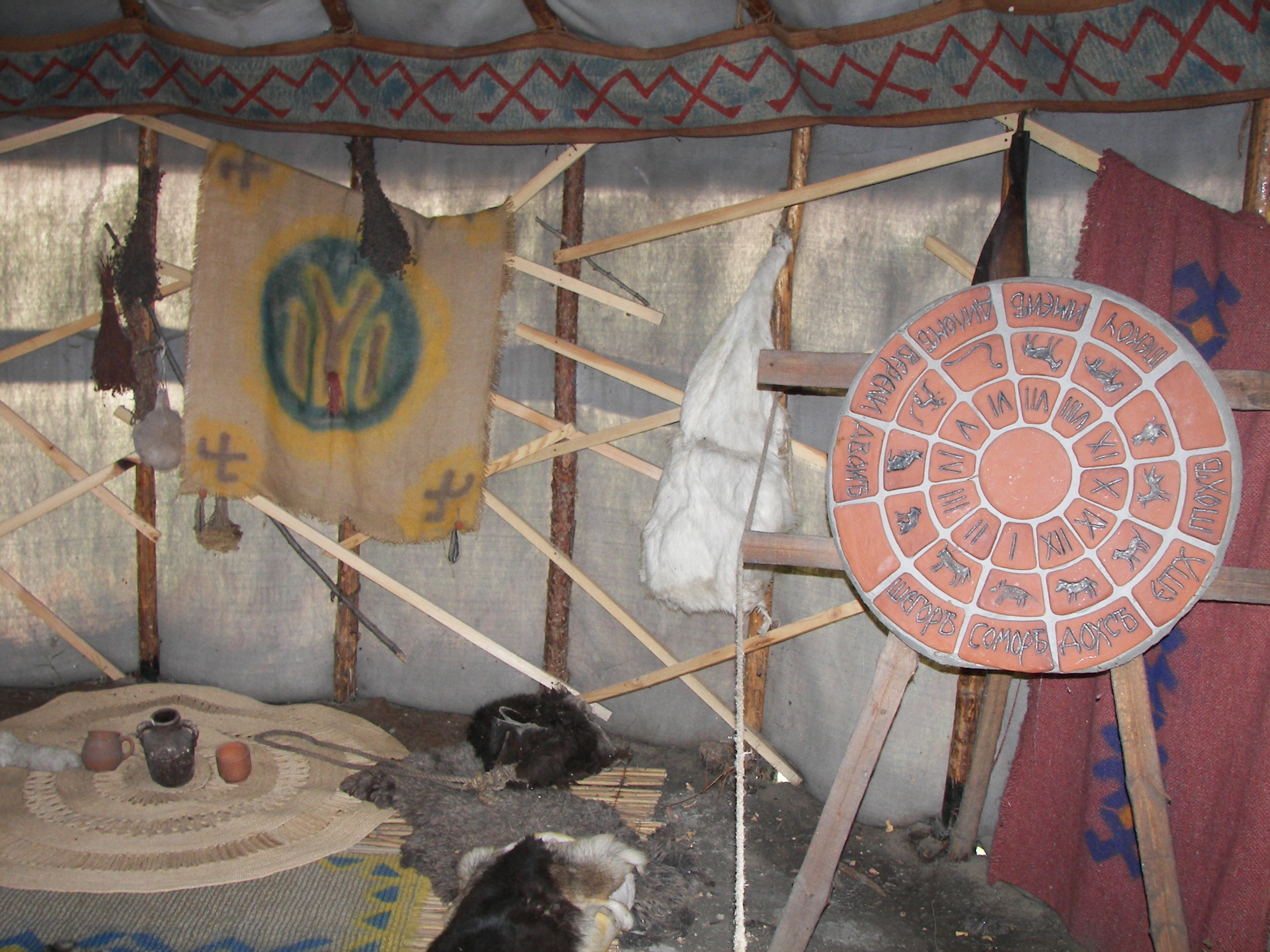
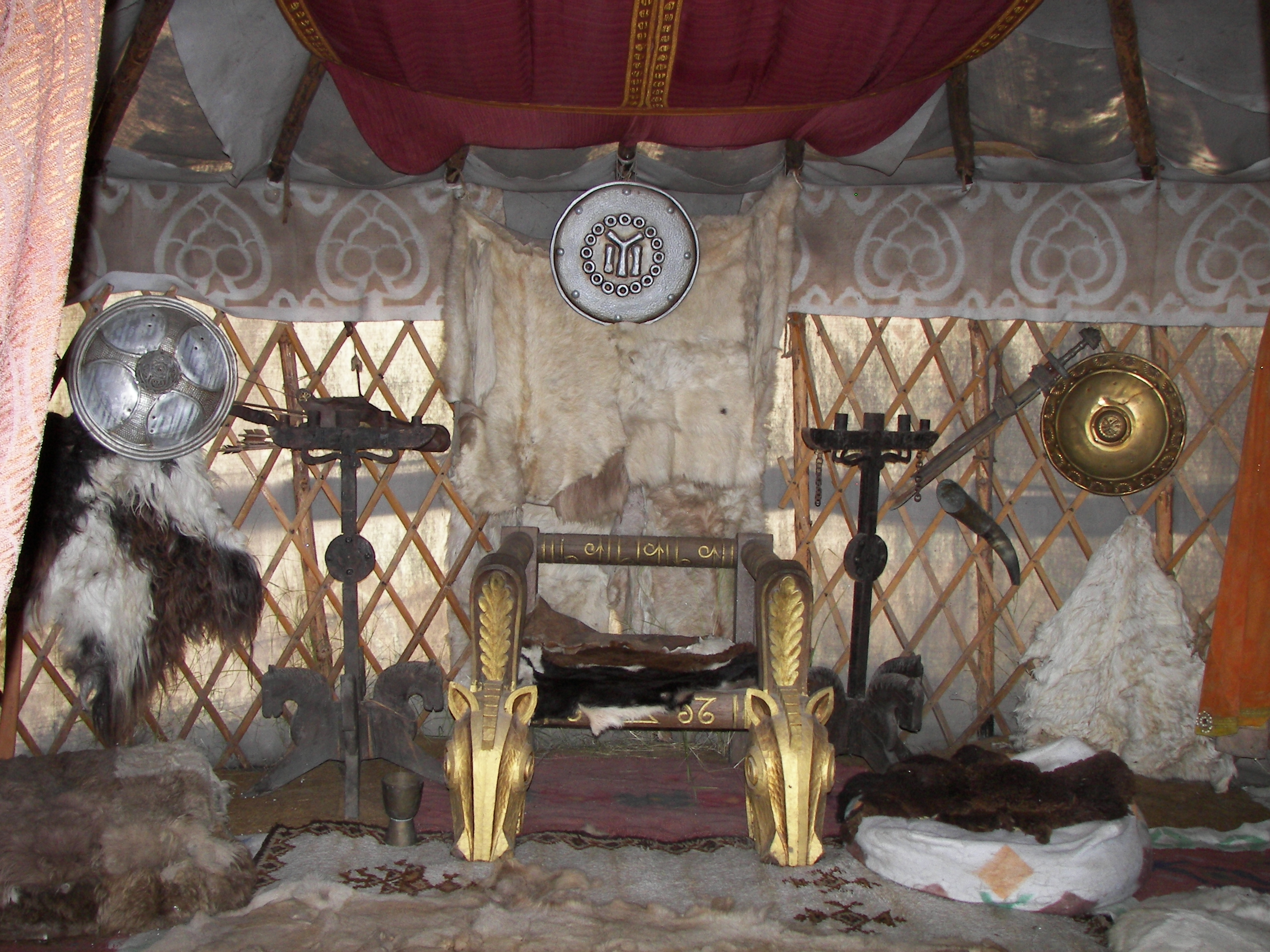